# Ballet
Ballet er scenedans, hvis teknik bygger på den klassiske skole og stammer fra Frankrig. Betegnelsen bruges desuden om værker og kompagnier.
I ballet er der fokus på teknik, smidighed, udtryk og det kunstneriske. Ballet kræver mental styrke, men også fysisk og er derfor meget krævende. Det kræver som alle andre sportsgrene disciplin, viljestyrke og vedholdenhed. 

## Kendte balletter
- Et Folkesagn
- Napoli
- Sylfiden
- Svanesøen